# آخر بازی (فیلم ۲۰۰۷)
آخر بازی (انگلیسی: Endgame) یک فیلم مستند آمریکایی محصول سال ۲۰۰۷ که توسط الکس جونز نوشته و کارگردانی شده است.

## محتوا
در این فیلم الکس جونز با ارائه یک ادعای خود را از یک اصلاح نژاد پیشرو در جهان که ماموریت از بین بردن بسیاری از جمعیت کره زمین و به بردگی کشیدن از بقیه است. او ادعا می کند که یک شبکه بین‌المللی شیطان صدها سال است "امور سیاره ای را اداره می کند ..."  و این اصلاح نژاد را دولت ها ، مایکروسافت و گروه یوتو استفاده می‌کنند.